# Rue du Docteur-Thomas
La rue du Docteur-Thomas est une voie de la commune de Reims, située au sein du département de la Marne, en région Grand Est.

## Origine du nom
Elle porte le nom de l'homme politique français Alfred Thomas (1826-1899).

## Historique
Ancienne « rue Saint-Thomas », elle est renommée « rue du Docteur-Thomas » en 1903.

## Bâtiments remarquables et lieux de mémoire
Au n°13 de la rue se trouve un temple du culte antoiniste, de style néo-roman et néo-gothique, dédicacé le 28 septembre 1930, par Catherine Antoine, l'épouse du fondateur du culte.

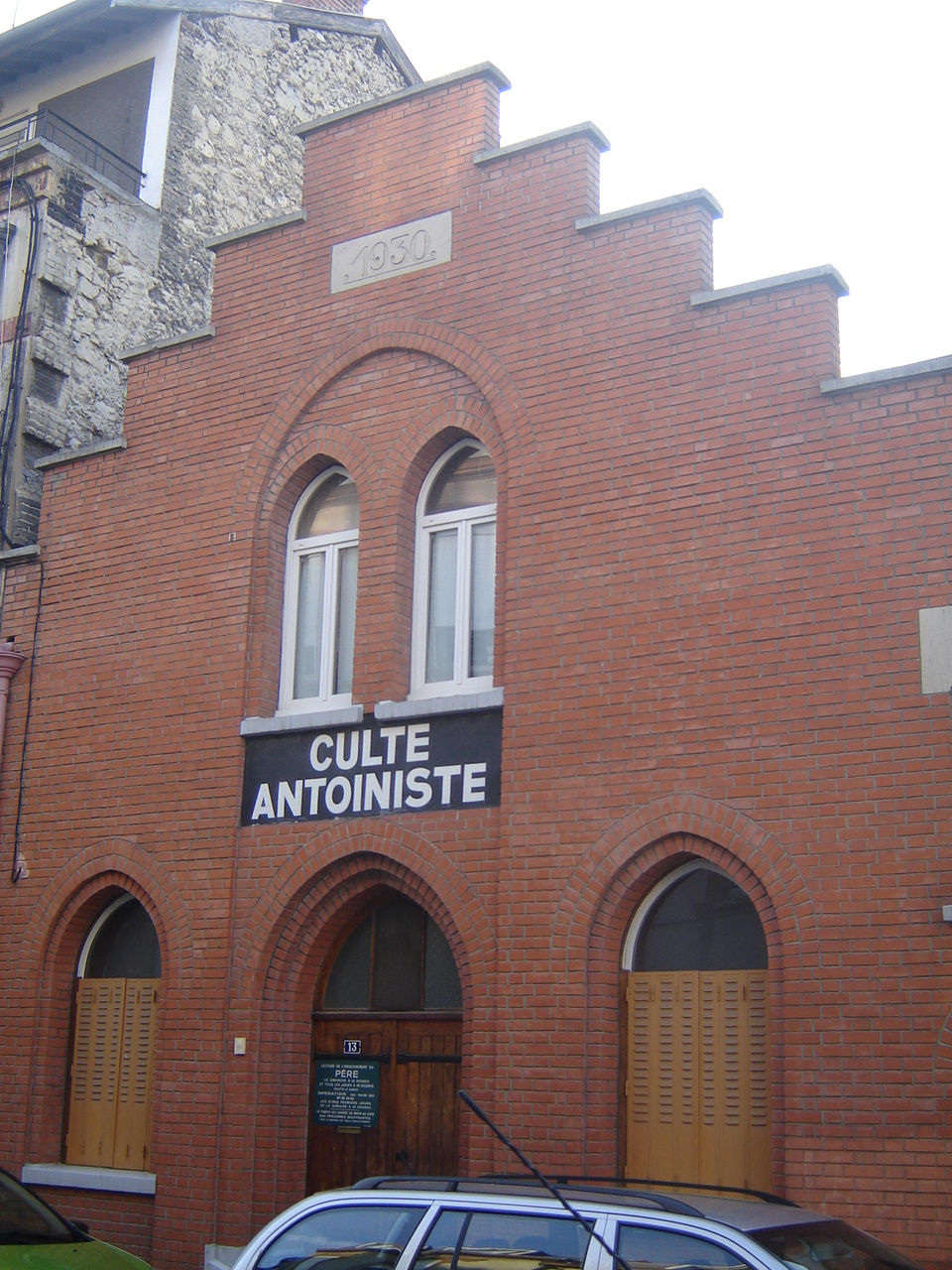
Temple antoiniste au N°13.